# Museum De Torenkamer
Museum De Torenkamer is een museum gevestigd op de eerste zolder (achter de loggia) van de kerktoren van de Sint-Petrus'-Bandenkerk in Hilvarenbeek. Het museum geeft een permanente, museale tentoonstelling over de rijke geschiedenis van Hilvarenbeek en zijn bijzondere toren. Het accent van de expositie ligt op de 15e en 16e eeuw.

## Ontstaan
Het idee voor een museum in de Beekse Toren ontstond al in 1946, bij de oprichting van de Geschied- en Oudheidkundige Stichting. In de stichtingsakte werd de torenzolder al vermeld als mogelijkheid voor de museale presentatie van de collectie van de heemkundige kring.
De collectie werd eerst tentoongesteld in het gemeentehuis, maar verdween al snel naar zolder. Antieke stukken uit de aan de toren gebouwde waag waren in gebruik als bloemenvaas.

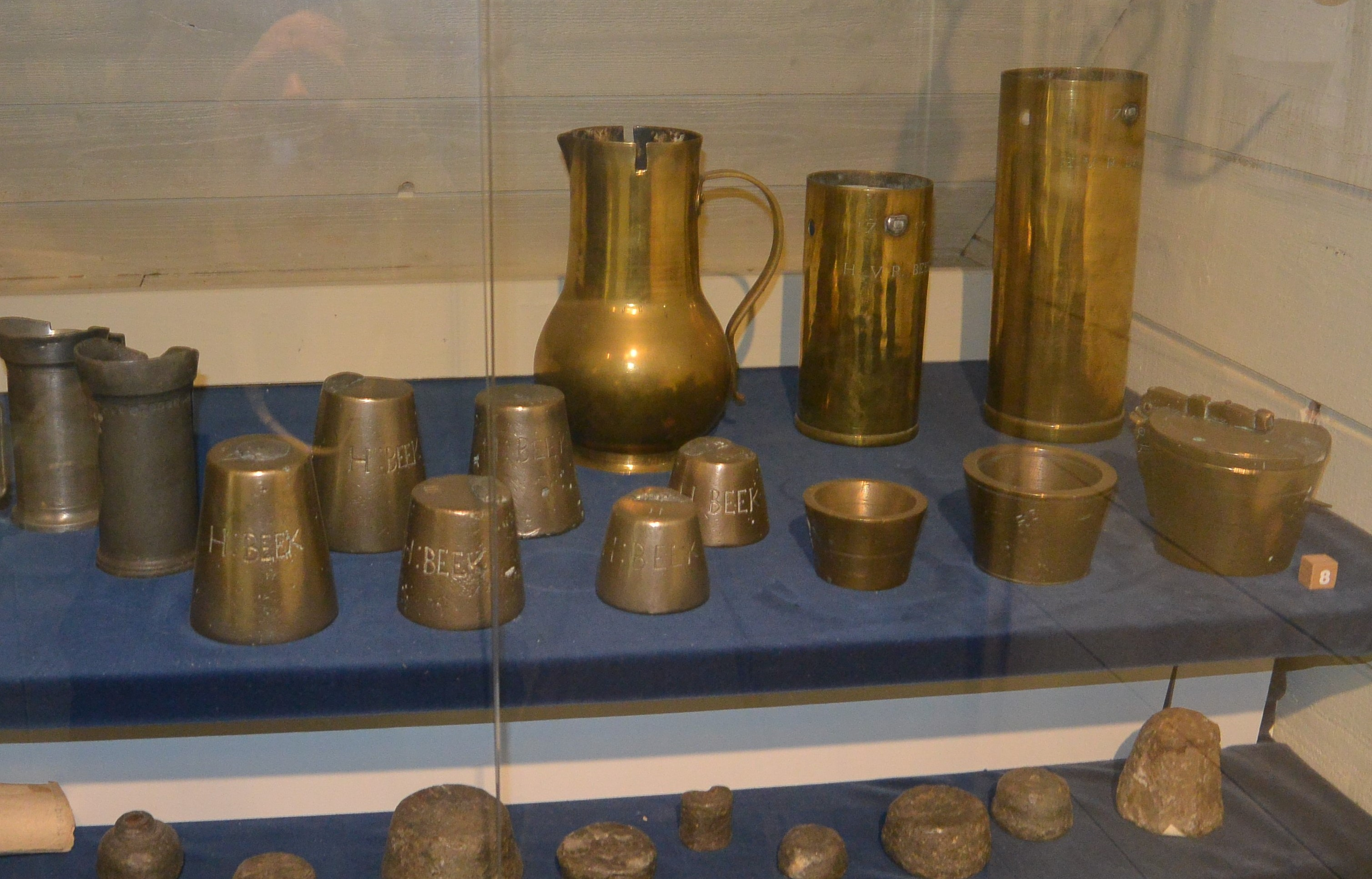
Maatkannen en gewichten

## Museum De Schorsmolen
In 1984 werd de eerste steen gelegd voor het museum De Schorsmolen, waarin naast de collectie medische instrumenten van Dr. Harry A.M. Ruhe plaats was ingeruimd voor de collectie van de Heemkundige Kring Ioannes Goropius Becanus 
Begin 21e eeuw werd de medisch-historische praktijk de kernactiviteit en kreeg het museum de naam 'De Dorpsdokter'.

## De Beekse Toren

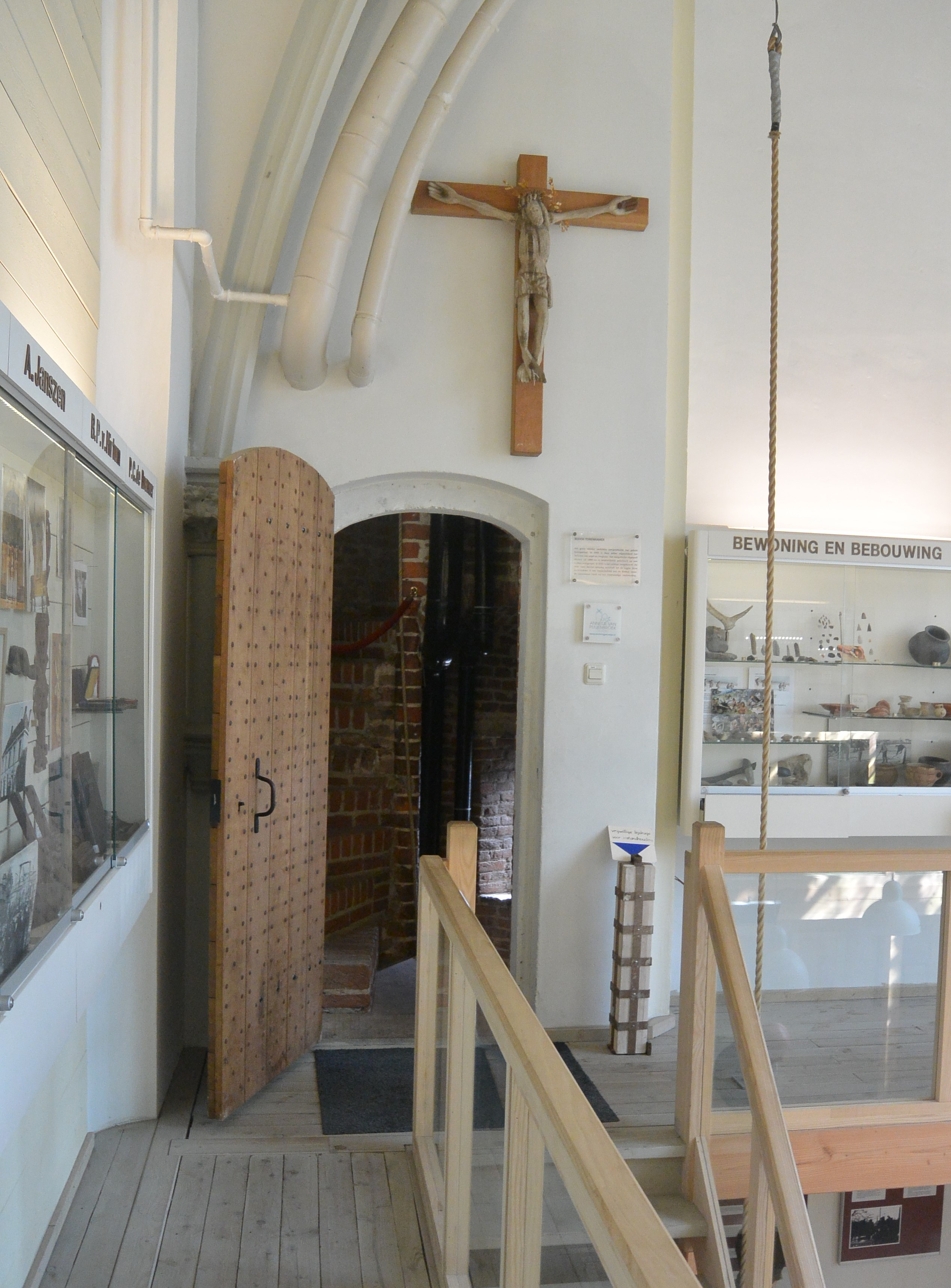
De erfgoedgalerij in de Beekse toren

Op initiatief van museum De Dorpsdoker en de Heemkundige Kring Hilvarenbeek-Diessen startte in 2014 startte de verbouwing van het interieur van de eerste zolder van de Beekse Toren. In april 2016 werd door burgemeester Ryan Palmen het museum onder de naam 'in de Torenkamer' geopend.
Gegroepeerd in een aantal thema's wordt een beeld gegeven van de historie van Hilvarenbeek.

## Thema's
- Vondsten uit de Prehistorie en de Romeinse tijd
- Prominente personages, zoals
  - De heilige Adrianus van Hilvarenbeek (een van de Martelaren van Gorcum)
  - Johannes Goropius Becanus
  - Jan Naaijkens
- Hilvarenbeek tijdens de Duitse Bezetting

## Foto's

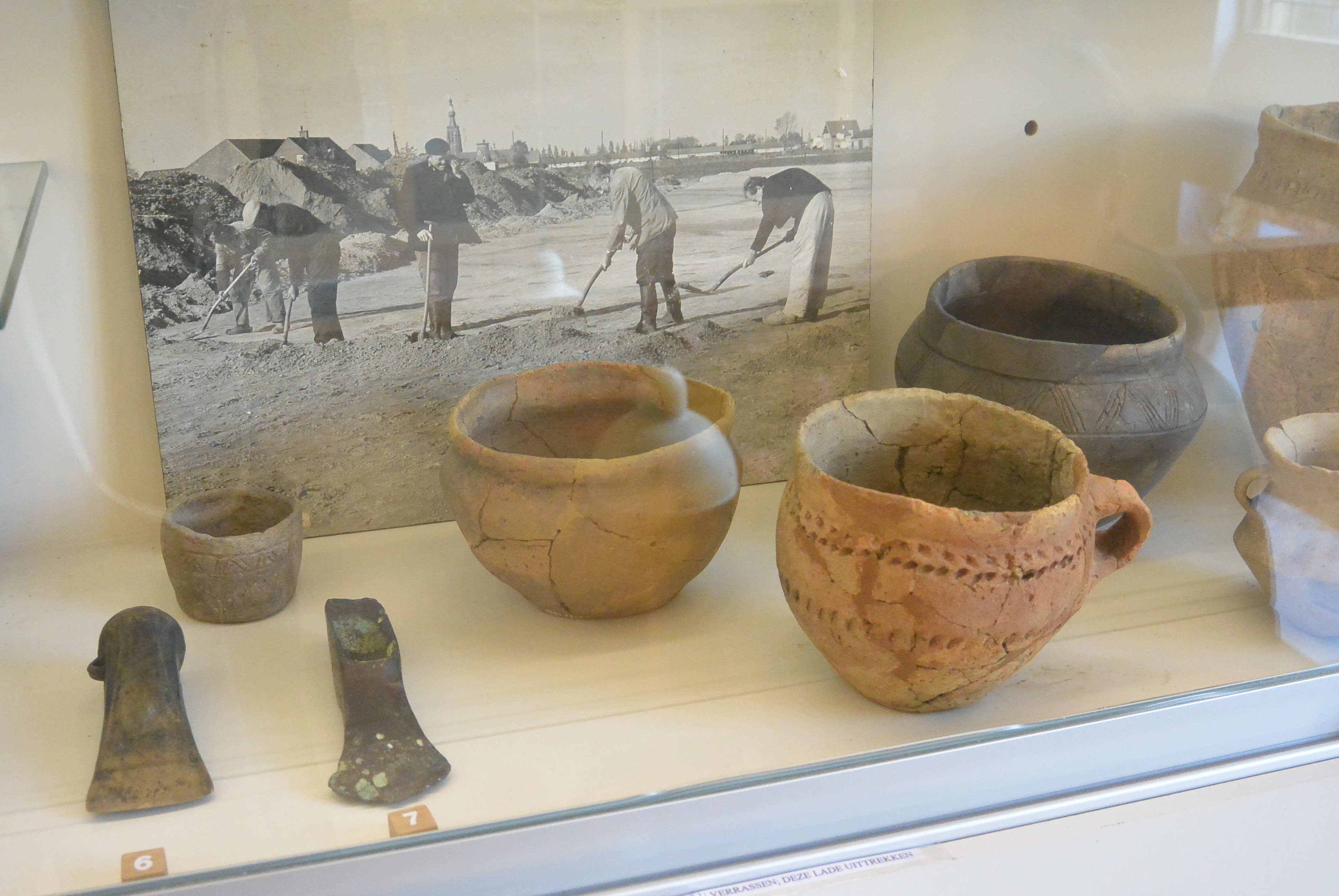
Opgravingen uit de Romeinse Tijd
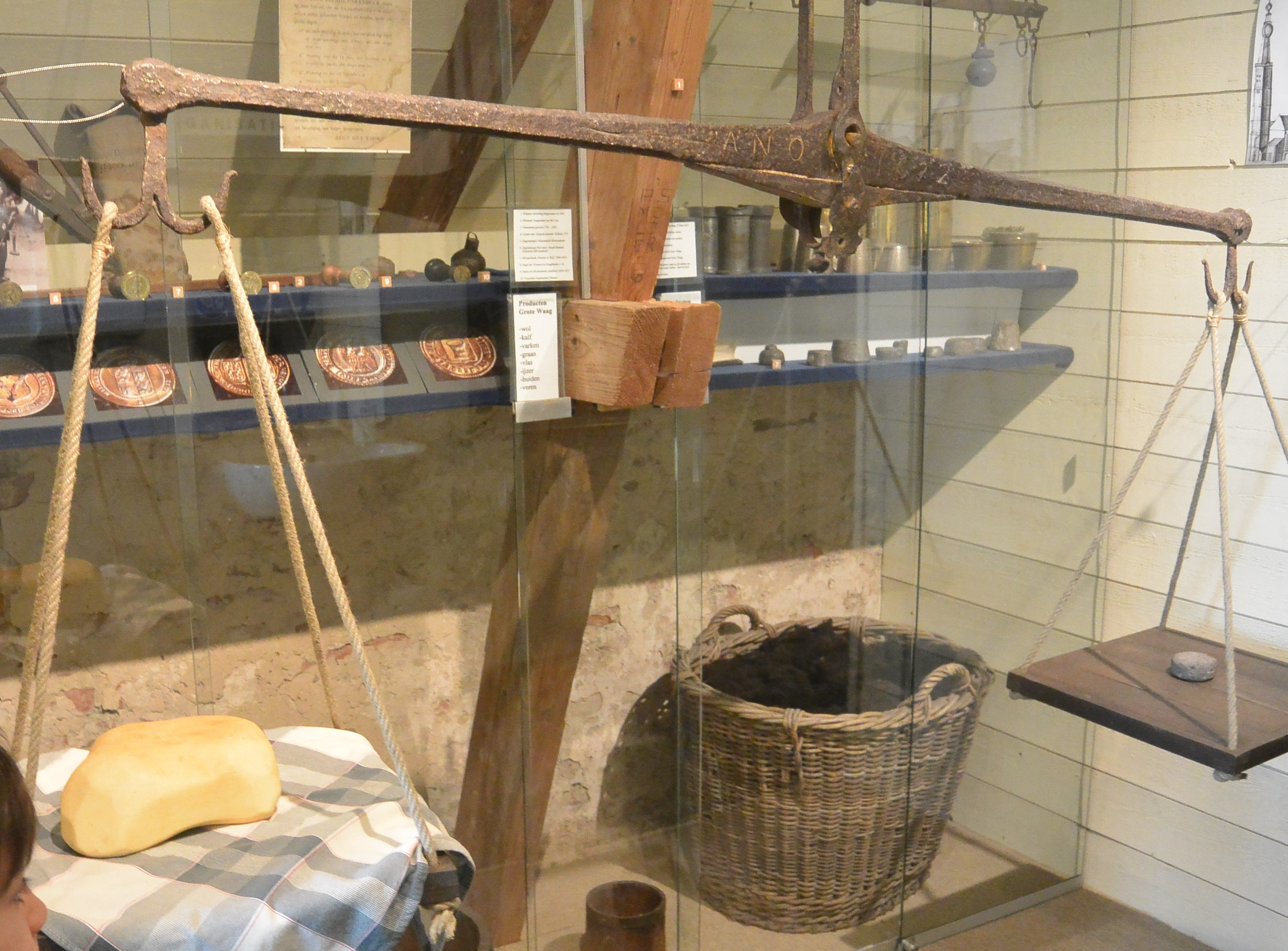
De waag uit de erfgoedcollectie

## Overig
Op de tweede zolder van de toren zijn modellen te zien van soortgelijke torens uit de omgeving.
De derde zolder bevat een torenuurwerk en een voormalig carrillon.
De overige zolders zijn de klokkenzolder, de carrillonzolder en de uitkijkzolder.